# Sir Safety Umbria Volley Perugia 2021-2022
Questa voce raccoglie le informazioni riguardanti la Sir Safety Umbria Volley Perugia nelle competizioni ufficiali della stagione 2021-2022.

## Stagione
Nella stagione 2020-21 la Sir Safety Umbria Volley Perugia assume la denominazione sponsorizzata di Sir Safety Conad Perugia nelle competizioni italiane e Sir Sicoma Monini Perugia in quelle europee.
Partecipa alla Supercoppa italiana venendo sconfitta in semifinale dalla Trentino.
Partecipa per la decima volta alla Superlega; chiude la regular season di campionato al primo posto in classifica, qualificandosi per i play-off scudetto: arriva fino alla finale, sconfitta per la terza volta consecutiva dalla Lube.
In Coppa Italia, a cui partecipa grazie al primo posto in classifica al termine del girone di andata della regular season, raggiunge la finale e vince la competizione sconfiggendo la Trentino.
Partecipa inoltre alla Champions League, superando la fase a gironi con il primo posto in classifica nel proprio raggruppamento; a causa dell'esclusione delle squadre russe a seguito dell'invasione dell'Ucraina a opera della Russia, accede direttamente alle semifinali, dove viene eliminata dalla Trentino dopo il golden set.

## Organigramma societario
Area direttiva
- Presidente: Gino Sirci
- Vicepresidente: Maurizio Sensi
- Segreteria generale: Rosanna Rosati
- Direttore generale: Benedetto Rizzuto
- Direttore tecnico: Stefano Recine
- Responsabile tecnico: Goran Vujević
- Dirigente: Egeo Baldassarri
- Logistica: Piero Bizzarri

Area tecnica
- Allenatore: Nikola Grbić
- Allenatore in seconda: Antonio Valentini
- Assistente allenatori: Andrea Piacentini
- Scout man: Gianluca Carloncelli, Francesco Monopoli
- Responsabile settore giovanile: Andrea Piacentini

Area comunicazione
- Ufficio stampa: Simone Camardese
- Relazioni esterne: Rosanna Rosati
- Social media manager: Simone Amaroli, Francesco Biancalana
- Fotografo: Michele Benda

Area marketing
- Ufficio marketing: Pier Francesco Ambrogi, Maurizio Sensi
- Biglietteria: Luca Ciambrusco

Area sanitaria
- Responsabile staff medico: Auro Caraffa, Giuseppe Sabatino
- Staff medico: Stefano Caraffini, Giovanni D'Angelo, Corrado Malaspina, Marco Pellegrino, Ermanno Trinchese
- Preparatore atletico: Sebastiano Chittolini
- Fisioterapista: Tommaso Brunelli Felicetti, Massimo Ciucci
- Massaggiatore: Emilio Giusti
- Radiologo: Massimo Bianchi
- Consulente medico: Elmo Mannarino
- Osteopata: Fabrizio Ragusa

## Rosa
| N° | Nome                  | Ruolo | Data di nascita   | Nazionalità sportiva |
| -- | --------------------- | ----- | ----------------- | -------------------- |
| 1  | Matthew Anderson      | S     | 18 aprile 1987    | Stati Uniti          |
| 2  | Fabio Ricci           | C     | 11 luglio 1994    | Italia               |
| 3  | Kristers Dardzāns     | O     | 9 ottobre 2001    | Lettonia             |
| 4  | Dragan Travica        | P     | 28 agosto 1986    | Italia               |
| 5  | Thijs ter Horst       | S     | 18 settembre 1991 | Paesi Bassi          |
| 6  | Simone Giannelli      | P     | 9 agosto 1996     | Italia               |
| 8  | Kamil Rychlicki       | O     | 1º novembre 1996  | Lussemburgo          |
| 9  | Wilfredo León         | S     | 31 luglio 1993    | Polonia              |
| 10 | Alessandro Piccinelli | L     | 30 gennaio 1997   | Italia               |
| 11 | Sebastián Solé        | C     | 12 giugno 1991    | Argentina            |
| 12 | Roberto Russo         | C     | 23 febbraio 1997  | Italia               |
| 13 | Massimo Colaci        | L     | 21 febbraio 1985  | Italia               |
| 17 | Oleh Plotnyc'kyj      | S     | 5 giugno 1997     | Ucraina              |
| 23 | Stefano Mengozzi      | C     | 6 maggio 1985     | Italia               |

## Mercato
| Acquisti | Acquisti          | Acquisti          | Acquisti   |
| R.       | Nome              | da                | Modalità   |
| -------- | ----------------- | ----------------- | ---------- |
| S        | Matthew Anderson  | -                 | definitivo |
| O        | Kristers Dardzāns | Jēkabpils Lūši    | definitivo |
| P        | Simone Giannelli  | Trentino          | definitivo |
| C        | Stefano Mengozzi  | Porto Robur Costa | definitivo |
| O        | Kamil Rychlicki   | Lube              | definitivo |

| Cessioni | Cessioni                | Cessioni       | Cessioni   |
| R.       | Nome                    | a              | Modalità   |
| -------- | ----------------------- | -------------- | ---------- |
| O        | Aleksandar Atanasijević | Skra Bełchatów | definitivo |
| C        | Omar Biglino            | Motta          | definitivo |
| O        | Maciej Muzaj            | Asseco Resovia | definitivo |
| S        | David Sossenheimer      | Cannes         | definitivo |
| O        | Sharone Vernon-Evans    | Sakai Blazers  | definitivo |
| P        | Jan Zimmermann          | Padova         | definitivo |

## Risultati

### Superlega

#### Girone di andata
| 1ª Giornata - 10 ottobre 2021 PalaEvangelisti, Perugia            | Sir Safety Perugia | 3 - 0 | Top Volley Latina  | 25-22, 25-18, 25-23               |
| 2ª Giornata - 17 ottobre 2021 PalaOlimpia, Verona                 | Verona             | 1 - 3 | Sir Safety Perugia | 18-25, 19-25, 25-22, 23-25        |
| 4ª Giornata - 3 novembre 2021 PalaMazzola, Taranto                | Prisma Taranto     | 1 - 3 | Sir Safety Perugia | 19-25, 25-23, 16-25, 17-25        |
| 5ª Giornata - 7 novembre 2021 PalaEvangelisti, Perugia            | Sir Safety Perugia | 3 - 0 | Trentino           | 25-12, 25-21, 25-18               |
| 6ª Giornata - 13 novembre 2021 PalaEvangelisti, Perugia           | Sir Safety Perugia | 3 - 0 | Powervolley Milano | 25-20, 25-19, 25-12               |
| 7ª Giornata - 21 novembre 2021 PalaDeAndré, Ravenna               | Porto Robur Costa  | 0 - 3 | Sir Safety Perugia | 10-25, 20-25, 16-25               |
| 8ª Giornata - 24 novembre 2021 PalaEvangelisti, Perugia           | Sir Safety Perugia | 2 - 3 | Modena             | 22-25, 12-25, 25-15, 25-22, 15-17 |
| 9ª Giornata - 28 novembre 2021 PalaSanLazzaro, Padova             | Padova             | 1 - 3 | Sir Safety Perugia | 22-25, 25-21, 22-25, 17-25        |
| 10ª Giornata - 5 dicembre 2021 PalaEvangelisti, Perugia           | Sir Safety Perugia | 3 - 0 | Callipo            | 25-21, 25-22, 25-13               |
| 11ª Giornata - 8 dicembre 2021 PalaBanca, Piacenza                | You Energy         | 0 - 3 | Sir Safety Perugia | 21-25, 22-25, 14-25               |
| 12ª Giornata - 12 dicembre 2021 PalaEvangelisti, Perugia          | Sir Safety Perugia | 3 - 1 | Milano             | 25-14, 25-18, 22-25, 25-20        |
| 13ª Giornata - 19 dicembre 2021 PalaCivitanova, Civitanova Marche | Lube               | 1 - 3 | Sir Safety Perugia | 15-25, 20-25, 30-28, 21-25        |

#### Girone di ritorno
| 14ª Giornata - 26 dicembre 2021 Palazzetto dello Sport, Cisterna di Latina | Top Volley Latina  | 1 - 3 | Sir Safety Perugia | 27-25, 19-25, 10-25, 19-25        |
| 15ª Giornata - 29 dicembre 2021 PalaEvangelisti, Perugia                   | Sir Safety Perugia | 3 - 0 | Verona             | 25-20, 25-20, 25-18               |
| 17ª Giornata - 2 febbraio 2022 PalaEvangelisti, Perugia                    | Sir Safety Perugia | 3 - 0 | Prisma Taranto     | 25-17, 25-23, 25-23               |
| 18ª Giornata - 2 gennaio 2022 PalaTrento, Trento                           | Trentino           | 3 - 2 | Sir Safety Perugia | 25-21, 21-25, 26-24, 22-25, 15-11 |
| 19ª Giornata - 30 gennaio 2022 Palalido, Milano                            | Powervolley Milano | 1 - 3 | Sir Safety Perugia | 21-25, 19-25, 25-23, 20-25        |
| 20ª Giornata - 5 febbraio 2022 PalaEvangelisti, Perugia                    | Sir Safety Perugia | 3 - 0 | Porto Robur Costa  | 25-18, 25-23, 25-16               |
| 21ª Giornata - 13 febbraio 2022 PalaPanini, Modena                         | Modena             | 2 - 3 | Sir Safety Perugia | 20-25, 28-30, 25-18, 26-24, 13-15 |
| 22ª Giornata - 20 febbraio 2022 PalaEvangelisti, Perugia                   | Sir Safety Perugia | 3 - 1 | Padova             | 19-25, 25-22, 25-22, 25-13        |
| 23ª Giornata - 27 febbraio 2022 PalaMaiata, Vibo Valentia                  | Callipo            | 0 - 3 | Sir Safety Perugia | 25-27, 21-25, 23-25               |
| 24ª Giornata - 23 febbraio 2022 PalaEvangelisti, Perugia                   | Sir Safety Perugia | 3 - 1 | You Energy         | 25-18, 19-25, 29-27, 25-20        |
| 25ª Giornata - 13 marzo 2022 Palazzetto dello sport, Monza                 | Milano             | 1 - 3 | Sir Safety Perugia | 21-25, 32-30, 23-25, 22-25        |
| 26ª Giornata - 20 marzo 2022 PalaEvangelisti, Perugia                      | Sir Safety Perugia | 3 - 0 | Lube               | 25-21, 25-22, 31-29               |

#### Play-off scudetto
| Quarti di finale (gara 1) - 27 marzo 2022 PalaEvangelisti, Perugia                   | Sir Safety Perugia | 3 - 1 | Top Volley Latina  | 25-15, 19-25, 25-17, 26-24        |
| Quarti di finale (gara 2) - 3 aprile 2022 Palazzetto dello Sport, Cisterna di Latina | Top Volley Latina  | 0 - 3 | Sir Safety Perugia | 23-25, 20-25, 20-25               |
| Semifinali (gara 1) - 13 aprile 2022 PalaEvangelisti, Perugia                        | Sir Safety Perugia | 1 - 3 | Modena             | 22-25, 25-22, 22-25, 20-25        |
| Semifinali (gara 2) - 17 aprile 2022 PalaPanini, Modena                              | Modena             | 1 - 3 | Sir Safety Perugia | 23-25, 25-22, 21-25, 21-25        |
| Semifinali (gara 3) - 20 aprile 2022 PalaEvangelisti, Perugia                        | Sir Safety Perugia | 2 - 3 | Modena             | 26-24, 25-22, 16-25, 29-31, 13-15 |
| Semifinali (gara 4) - 24 aprile 2022 PalaPanini, Modena                              | Modena             | 2 - 3 | Sir Safety Perugia | 25-21, 17-25, 16-25, 25-19, 12-15 |
| Semifinali (gara 5) - 27 aprile 2022 PalaEvangelisti, Perugia                        | Sir Safety Perugia | 3 - 1 | Modena             | 19-25, 25-20, 27-25, 25-15        |
| Finale (gara 1) - 1º maggio 2022 PalaEvangelisti, Perugia                            | Sir Safety Perugia | 2 - 3 | Lube               | 17-25, 28-26, 25-20, 17-25, 13-15 |
| Finale (gara 2) - 4 maggio 2022 PalaCivitanova, Civitanova Marche                    | Lube               | 3 - 0 | Sir Safety Perugia | 25-21, 29-27, 25-22               |
| Finale (gara 3) - 8 maggio 2022 PalaEvangelisti, Perugia                             | Sir Safety Perugia | 3 - 1 | Lube               | 24-26, 25-19, 25-18, 26-24        |
| Finale (gara 4) - 11 maggio 2022 PalaCivitanova, Civitanova Marche                   | Lube               | 3 - 0 | Sir Safety Perugia | 25-23, 25-16, 25-21               |

### Coppa Italia

#### Coppa Italia
| Quarti di finale - 19 gennaio 2022 PalaEvangelisti, Perugia | Sir Safety Perugia | 3 - 0 | Padova     | 25-15, 25-23, 25-21        |
| Semifinali - 5 marzo 2022 Unipol Arena, Casalecchio di Reno | Sir Safety Perugia | 3 - 1 | You Energy | 25-22, 23-25, 25-23, 25-18 |
| Finale - 6 marzo 2022 Unipol Arena, Casalecchio di Reno     | Sir Safety Perugia | 3 - 1 | Trentino   | 25-17, 25-17, 23-25, 25-23 |

### Supercoppa italiana
| Semifinali - 23 ottobre 2021 PalaCivitanova, Civitanova Marche | Sir Safety Perugia | 0 - 3 | Trentino | 21-25, 21-25, 23-25 |

### Champions League

#### Fase a gironi
| 1ª Giornata - 2 dicembre 2021 PalaEvangelisti, Perugia           | Sir Safety Perugia | 3 - 0 | Trentino           | 25-21, 25-18, 25-23 |
| 2ª Giornata - 15 dicembre 2021 Palais des Victoires, Cannes      | Cannes             | 0 - 3 | Sir Safety Perugia | 15-25, 22-25, 18-25 |
| 3ª Giornata - 12 gennaio 2022 Burhan Felek Spor Salonu, Istanbul | Fenerbahçe         | 0 - 3 | Sir Safety Perugia | 24-26, 25-27, 22-25 |
| 4ª Giornata - 27 gennaio 2022 PalaEvangelisti, Perugia           | Sir Safety Perugia | 3 - 0 | Cannes             | 25-0, 25-0, 25-0    |
| 5ª Giornata - 10 febbraio 2022 PalaTrento, Trento                | Trentino           | 0 - 3 | Sir Safety Perugia | 18-25, 21-25, 23-25 |
| 6ª Giornata - 16 febbraio 2022 PalaEvangelisti, Perugia          | Sir Safety Perugia | 3 - 0 | Fenerbahçe         | 25-17, 25-21, 25-17 |

#### Fase a eliminazione diretta
| Semifinali (andata) - 30 marzo 2022 PalaEvangelisti, Perugia | Sir Safety Perugia | 2 - 3 | Trentino           | 23-25, 25-19, 23-25, 30-28, 12-15                   |
| Semifinali (ritorno) - 7 aprile 2022 PalaTrento, Trento      | Trentino           | 2 - 3 | Sir Safety Perugia | 25-21, 21-25, 25-16, 20-25, 13-15 Golden set: 17-15 |

## Statistiche

### Statistiche di squadra
| Competizione        | Punti | In casa | In casa | In casa | In trasferta | In trasferta | In trasferta | Totale | Totale | Totale |
| Competizione        | Punti | G       | V       | P       | G            | V            | P            | G      | V      | P      |
| ------------------- | ----- | ------- | ------- | ------- | ------------ | ------------ | ------------ | ------ | ------ | ------ |
| Superlega           | 67    | 18      | 14      | 4       | 17           | 14           | 3            | 35     | 28     | 7      |
| Coppa Italia        | -     | 1       | 1       | 0       | 0            | 0            | 0            | 3      | 3      | 0      |
| Supercoppa italiana | -     | -       | -       | -       | -            | -            | -            | 1      | 0      | 1      |
| Champions League    | 18    | 4       | 3       | 1       | 4            | 4            | 0            | 8      | 7      | 1      |
| Totale              | -     | 23      | 18      | 5       | 21           | 18           | 3            | 47     | 38     | 9      |

G = partite giocate; V = partite vinte; P = partite perse 

### Statistiche dei giocatori
| Giocatore      | Superlega | Superlega | Superlega | Superlega | Superlega | Coppa Italia | Coppa Italia | Coppa Italia | Coppa Italia | Coppa Italia | Supercoppa | Supercoppa | Supercoppa | Supercoppa | Supercoppa | Champions League | Champions League | Champions League | Champions League | Champions League | Totale | Totale | Totale | Totale | Totale |
| Giocatore      | P         | PT        | AV        | MV        | BV        | P            | PT           | AV           | MV           | BV           | P          | PT         | AV         | MV         | BV         | P                | PT               | AV               | MV               | BV               | P      | PT     | AV     | MV     | BV     |
| -------------- | --------- | --------- | --------- | --------- | --------- | ------------ | ------------ | ------------ | ------------ | ------------ | ---------- | ---------- | ---------- | ---------- | ---------- | ---------------- | ---------------- | ---------------- | ---------------- | ---------------- | ------ | ------ | ------ | ------ | ------ |
| M. Anderson    | 31        | 327       | 278       | 30        | 19        | 3            | 39           | 30           | 7            | 2            | 1          | 10         | 10         | 0          | 0          | 7                | 91               | 76               | 4                | 11               | 42     | 467    | 394    | 41     | 32     |
| M. Colaci      | 30        | 0         | 0         | 0         | 0         | 3            | 0            | 0            | 0            | 0            | 1          | 0          | 0          | 0          | 0          | 4                | 0                | 0                | 0                | 0                | 38     | 0      | 0      | 0      | 0      |
| K. Dardzāns    | 3         | 1         | 0         | 1         | 0         | 0            | 0            | 0            | 0            | 0            | 0          | 0          | 0          | 0          | 0          | 3                | 3                | 2                | 0                | 1                | 6      | 4      | 2      | 1      | 1      |
| S. Giannelli   | 33        | 104       | 31        | 50        | 23        | 3            | 13           | 7            | 5            | 1            | 1          | 2          | 0          | 1          | 1          | 7                | 14               | 6                | 8                | 0                | 44     | 133    | 44     | 64     | 25     |
| W. León        | 33        | 608       | 469       | 48        | 91        | 3            | 66           | 50           | 5            | 11           | 1          | 16         | 16         | 0          | 0          | 7                | 123              | 92               | 10               | 21               | 44     | 813    | 627    | 63     | 123    |
| S. Mengozzi    | 23        | 96        | 57        | 35        | 4         | 2            | 14           | 11           | 3            | 0            | 1          | 0          | 0          | 0          | 0          | 6                | 31               | 23               | 8                | 0                | 32     | 141    | 91     | 46     | 4      |
| A. Piccinelli  | 18        | 0         | 0         | 0         | 0         | 1            | 0            | 0            | 0            | 0            | 0          | 0          | 0          | 0          | 0          | 4                | 0                | 0                | 0                | 0                | 23     | 0      | 0      | 0      | 0      |
| O. Plotnyc'kyj | 35        | 162       | 102       | 18        | 42        | 3            | 0            | 0            | 0            | 0            | 1          | 6          | 3          | 1          | 2          | 7                | 19               | 12               | 1                | 6                | 46     | 187    | 117    | 20     | 50     |
| F. Ricci       | 22        | 100       | 71        | 29        | 1         | 2            | 5            | 4            | 1            | 0            | 1          | 5          | 4          | 1          | 0          | 4                | 15               | 8                | 7                | 0                | 29     | 125    | 87     | 38     | 1      |
| R. Russo       | 9         | 40        | 24        | 11        | 5         | 0            | 0            | 0            | 0            | 0            | 0          | 0          | 0          | 0          | 0          | 2                | 7                | 5                | 2                | 0                | 11     | 47     | 29     | 13     | 5      |
| K. Rychlicki   | 32        | 450       | 379       | 41        | 30        | 3            | 40           | 33           | 4            | 3            | 1          | 5          | 3          | 0          | 2          | 6                | 75               | 67               | 2                | 6                | 42     | 570    | 482    | 47     | 41     |
| S. Solé        | 33        | 278       | 195       | 77        | 6         | 3            | 24           | 16           | 8            | 0            | 1          | 7          | 6          | 1          | 0          | 5                | 42               | 29               | 10               | 3                | 42     | 351    | 246    | 96     | 9      |
| T. ter Horst   | 25        | 84        | 73        | 11        | 0         | 0            | 0            | 0            | 0            | 0            | 0          | 0          | 0          | 0          | 0          | 4                | 20               | 15               | 3                | 2                | 29     | 104    | 88     | 14     | 2      |
| D. Travica     | 32        | 21        | 11        | 4         | 6         | 3            | 0            | 0            | 0            | 0            | 1          | 0          | 0          | 0          | 0          | 5                | 9                | 2                | 6                | 1                | 41     | 30     | 13     | 10     | 7      |

P = presenze; PT = punti totali; AV = attacchi vincenti; MV = muri vincenti; BV = battute vincenti